# August Tørsleff
August Valdemar Tørsleff (8. oktober 1884 i Flensborg – 23. juli 1968 i Kandestederne, Raabjerg) var en dansk maler.
Han beskæftigede sig fortrinsvist med portrætmaleriet, og han har i den forbindelse udført en del bestillingsopgaver til blandt andet kongefamilien, en del politikere og A.P. Møller.